# Стаке, Дагния
Дагния Стаке (родилась 3 сентября 1951 года в Виеталве) — латышский педагог и политик, член Крестьянского союза Латвии, бывший министр и депутат Сейма Латвии. Занимала должность министра благосостояния в нескольких правительствах Латвии.

## Биография
Д. Стаке закончила Одзиенскую основную школу, Рижское педагогическое училище, получив специальность учителя начальных классов. С 1970-го по 1977 год работала по распределению учителем пения в Марупской средней школе.
Затем поступила в Даугавпилсский педагогический институт, который окончила в 1981 году по специальности методист музыкального образования и дирижирования.
С 1981-го по 1984 год работала в Даугавпилсском педагогическом институте преподавателем методики музыкального образования и дирижирования; с 1984-го по 1994 год — преподавателем Рижского педагогического училища, руководителем практики. Жила в посёлке Туме вблизи Тукумса.
В 1999 году получила второе высшее образование — степень магистра социальных наук в Латвийском университете.

## Политическая деятельность
В 1994 году Дагния Стаке была избрана председателем волостного совета посёлка Туме, а в 1997 году — председателем Тукумского районного совета.
В 1998 году баллотировалась на выборах в Сейм от Демократической партии «Саймниекс», но список не получил поддержки избирателей. В 2002 году Д. Стаке участвовала в выборах в Сейм уже в качестве кандидата в депутаты от Союза зеленых и крестьян (ZZS), однако снова не была избрана. Однако, когда к власти пришло правительство Эйнара Репше, Д. Стаке в ноябре 2002 года была утверждена министром благосостояния, оставшись на этой должности также в правительстве Индулиса Эмсиса и в правительстве Айгара Калвитиса.
В октябре 2006 года Д. Стаке была избрана в 9-й Сейм и осталась министром благосостояния и во втором правительстве А. Калвитиса. Ушла в отставку во время правительственного кризиса 31 октября 2007 года. Некоторые СМИ полагали, что Стаке следовало уйти в отставку после трагического пожара в пансионате для престарелы «Реги», когда в результате халатности персонала погибло 26 человек в феврале 2007 года. Министр отказалась принять на себя политическую ответственность, заявив, что сделала бы это, если бы в учреждении не было сигнализации, однако отвечать за работников всех пансионатов она не станет."
Свою отставку в октябре 2007 года Стаке объяснила тем, что не смогла добиться повышения доплат к пенсиям с 1 января 2008 года вместо 1 июля, однако ранее она это решение поддержала. Позднее министр призналась, что её отставка была связана с заключениями Госконтроля о деятельности поднадзорного министерству Центра технических вспомогательных средств (протезирования) в 2004 и 2007 годах. В первом заключении аудита указывалось, что изготовитель протезов фирма «Orto pluss» фиктивно получала от Центра деньги. По этому поводу был возбуждён уголовный процесс о хищении в крупных размерах, в ходе которого было установлено 343 эпизода выплат на сумму свыше 100 тыс. евро (74793,18 лата). В 2007 году Госконтроль снова констатировал, что регистрация заявок на протезы в Центре и принятие решений на их выдачу были поручены одному лицу, в ряде случаев устройства якобы были выданы уже умершим людям.
После отставки правительства Стаке восстановила мандат депутата Сейма, но в 2010 году стала министром регионального развития и местного самоуправления в правительстве Валдиса Домбровскиса, заняв одну из вакансий, освободившихся после ухода Народной партии из правительственной коалиции.
На выборах в Сейм в октябре 2010 года не была избрана, однако получила должность парламентского секретаря Минздрава. Она занимала эту должность до октября 2011 года, когда ее сменила Лиене Чипуле. На выборах в 11-й Сейм стартовала десятым номером в списке СЗК в Земгальском регионе, но не была избрана. Не поддержали избиратели Дагнию Стаке и на выборах в 12-й Сейм.

## Cемья
Д. Стаке вдова, имеет четверых детей: cыновей Андрея и Мартиньша, дочерей Иеву и Марту. Её муж Юрис Стакис (1952—2018) был музыкантом, пара познакомилась в студенческом духовом оркестре, где оба играли.
Ее сын Мартиньш Стакис также занялся политикой, стал депутатом 13-го Сейма, был избран по списку «Для Развития/За!». Баллотировался на выборах Рижской думы 2020 года в качестве кандидата в мэры объединения.
Работу на госслужбе получили также сын Д.Стаке Андрей (начал трудовую деятельность в 2004 году как инспектор Службы госдоходов, в 2007 году стал советником министра земледелия, с 2009 года — парламентским секретарём Минблага, в этой должности до 2013 года) и зять Андрей Загорскис (работал в подчинённом Минблагу предприятии Šampētera nams, которое обслуживало Центр социальной опеки душевнобольных «Киши» неподалеку от места жительства семьи Стакисов).
29 декабря 2018 года муж и свёкор Д.Стаке погибли в дорожно-транспортном происшествии в Юрмале, когда спешили на концерт с участием внуков, детей Андрея Стакиса, в концертном зале «Дзинтари» и переходили улицу в тёмное время суток в неположенном месте.

## Награды
- Кавалер ордена Трёх звёзд (2000)[13]